# Heller (moneta)

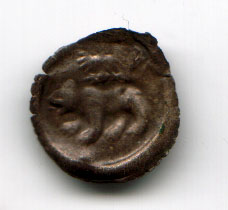
Haller di Berna (XV sec.)

L'Heller, o Haller, era una moneta di origine tedesca dal valore di mezzo Pfennig.

## Storia
Fu coniata per la prima volta dall'imperatore Federico I Barbarossa nella zecca imperiale di Hall (oggi Schwäbisch Hall) da cui in nome di Haller o Häller.
Si diffuse in Svizzera verso il 1330. Fu coniato tra la fine del XIV secolo e l'inizio di quello successivo a San Gallo, Lucerna. In seguito fu coniato nell'Appenzello Interno, a Berna, dai Vescovi di Coira, a Zugo, Zurigo etc.
Nella Svizzera francofona, ad es. a Friburgo, era chiamato maille.
In Assia il Groschen era diviso in 12 Heller, e quindi un Pfennig prussiano, mentre in Sassonia-Gotha i Dreiheller (tre Heller) erano monete di rame da 1 1/2 Pfennig.
Negli stati della Germania meridionale i rapporti erano:
8 Heller = 4 Pfennig = 1 Kreuzer
4 Kreuzer = 1 Batzen.
In Germania gli ultimi furono coniati in Baviera prima del 1880.
Il termine è stato usato in periodi più recenti da stati di lingua tedesca. Nell'Austria-Ungheria nel 1892 fu introdotta la corona divisa in 100 Heller.
La corona e l'Heller circolarono in Austria subito dopo la prima guerra mondiale, fino all'immissione dello scellino austriaco. 
In Ungheria la Corona austro-ungarica era divisa in 100 fillér. La corona ungherese fu sostituita nel 1926 dal Pengő sostituito a sua volta dal Fiorino ungherese nel 1946. Tutte queste monete erano divise in 100 fillér.
Da Heller vengono anche haléř, halier, frazioni della Corona ceca e della Corona slovacca, come in precedenza della Corona cecoslovacca.